# Mid-year Internationals 2017
Die Mid-year Internationals 2017 (auch als Summer Tests 2017 bezeichnet) waren eine vom 27. Mai bis zum 8. Juli 2017 stattfindende Serie von internationalen Rugby-Union-Spielen zwischen Mannschaften der ersten, zweiten und dritten Stärkeklasse. Diese Begegnungen folgten dem von World Rugby beschlossenen globalen Rugby-Kalender, der von 2012 bis 2019 Gültigkeit besaß. Sie umfassten Test Matches zwischen Nationen der nördlichen und südlichen Hemisphäre, während einige der tourenden Teams unter der Woche Spiele gegen Provinz- oder Regionalteams bestritten.
Das internationale Fenster fiel mit der Neuseeland-Tour der British and Irish Lions zusammen, die unter anderem eine Serie von drei Test Matches zwischen den Lions und den All Blacks beinhaltete. Eine weitere Dreierserie von Test Matches trug Südafrika gegen Frankreich aus. Zweierserien gab es zwischen Japan und Irland sowie Argentinien gegen England. Hinzu kam eine Vielzahl einzelner Begegnungen.

## Ergebnisse

### Woche 1
| 27. Mai 2017 16:00 EAT | Kenia | 29 : 30         | Deutschland | RFUEA Ground, Nairobi Zuschauer: 10.000 Schiedsrichter: Cwengile Jadezweni (Südafrika) |
| 27. Mai 2017 16:00 EAT | Versuche: Kerre 3. n.erh. Kopondo 17. erh. Onsomu 50. erh. Ambunya 60. erh. Erhöhungen: Mukidza (3/4) Straftritte: Mukidza (1/2) 70. | (12:10) Bericht | Versuche: Poppmeier 25. erh. Brenner 42. n.erh. Els 65. erh. Aounallah 73. n.erh. Erhöhungen: Parkinson (1/2) Straftritte: Parkinson (1/1) 2. Dropgoals: Hilsenbeck (1/1) 80.+1 | RFUEA Ground, Nairobi Zuschauer: 10.000 Schiedsrichter: Cwengile Jadezweni (Südafrika) |

- Erstes Spiel zwischen diesen beiden Mannschaften.

| 28. Mai 2017 15:00 WESZ | England | 28 : 14        | Barbarians                                                                 | Twickenham Stadium, London Zuschauer: 51.636 Schiedsrichter: Andrew Brace (Irland) |
| 28. Mai 2017 15:00 WESZ | Versuche: Earle 16. erh. Isiekwe 67. erh. Care 80. n.erh. Erhöhungen: Ford (2/3) Straftritte: Ford (3/4) 30., 40., 47. | (13:0) Bericht | Versuche: Ashley-Cooper 42. erh. Tekori 76. erh. Erhöhungen: Madigan (2/2) | Twickenham Stadium, London Zuschauer: 51.636 Schiedsrichter: Andrew Brace (Irland) |

| 1. Juni 2017 19:30 WESZ | Ulster Rugby | 28 : 43         | Barbarians | Ravenhill Stadium, Belfast Zuschauer: 15.500 Schiedsrichter: Ben Whitehouse (Wales) |
| 1. Juni 2017 19:30 WESZ | Versuche: McCloskey 5. erh. Keane 10. erh. Patterson 34. erh. O’Connor 42. erh. Erhöhungen: Wilson (1/1) Pienaar (1/1) Herron (1/1) | (21:22) Bericht | Versuche: Flynn 19. n.erh. Nayacalevu (2) 23. erh., 60. erh. King (2) 31. n.erh., 39. n.erh. Strafversuch 54. erh. Tekori 77. erh. Erhöhungen: Agulla (1/3) Madigan (2/3) Dusautoir (1/1) | Ravenhill Stadium, Belfast Zuschauer: 15.500 Schiedsrichter: Ben Whitehouse (Wales) |

### Woche 2
| 10. Juni 2017 13:00 | Brasilien | 25 : 21       | Portugal | Estádio do Pacaembu, São Paulo Schiedsrichter: Damian Schneider (Argentinien) |
| 10. Juni 2017 13:00 | Versuche: Tenório 73. n.erh. F. Sancery 76. erh. D. Sancery 78. erh. Erhöhungen: Duque (2/3) Straftritte: Duque (2/2) 8., 16. | (6:8) Bericht | Versuche: Appleton 10. n.erh. Cardoso 48. erh. Erhöhungen: Costa (1/2) Straftritte: Costa (3/5) 18., 45., 68. | Estádio do Pacaembu, São Paulo Schiedsrichter: Damian Schneider (Argentinien) |

- Dies war der erste Sieg Brasiliens über Portugal.

| 10. Juni 2017 14:40 JST | Japan | 33 : 21        | Rumänien | Egao Kenkō Stadium, Kumamoto Zuschauer: 18.585 Schiedsrichter: Alexandre Ruiz (Frankreich) |
| 10. Juni 2017 14:40 JST | Versuche: Yamada 12. erh. Fukuoka 37. erh. Leitch 41. erh. Erhöhungen: Ogura (3/3) Straftritte: Ogura (4/4) 19., 23., 33., 52. | (30:9) Bericht | Versuche: Macovei 55. erh. Faka’osilea 65. erh. Erhöhungen: Vlaicu (2/2) Straftritte: Vlaicu (3/3) 3., 5., 30. | Egao Kenkō Stadium, Kumamoto Zuschauer: 18.585 Schiedsrichter: Alexandre Ruiz (Frankreich) |

| 10. Juni 2017 15:00 AEST | Australien | 37 : 14        | Fidschi                                                              | AAMI Park, Melbourne Zuschauer: 13.583 Schiedsrichter: Matthew Carley (England) |
| 10. Juni 2017 15:00 AEST | Versuche: Folau (2) 3. erh., 54. erh. Speight (2) 10. n.erh., 80. n.erh. Moore 66. erh. Erhöhungen: Foley (3/4) Straftritte: Foley (2/2) 8., 28. | (18:0) Bericht | Versuche: Goneva 62. erh. Nagusa 76. erh. Erhöhungen: Volavola (2/2) | AAMI Park, Melbourne Zuschauer: 13.583 Schiedsrichter: Matthew Carley (England) |

| 10. Juni 2017 15:00 MDT | Kanada | 0 : 13        | Georgien | Calgary Rugby Park, Calgary Schiedsrichter: Andrew Brace (Irland) |
| 10. Juni 2017 15:00 MDT |        | (0:3) Bericht | Versuche: Kwirikaschwili 75. erh. Erhöhungen: Kwirikaschwili (1/1) Straftritte: Kwirikaschwili (2/4) 4., 46. | Calgary Rugby Park, Calgary Schiedsrichter: Andrew Brace (Irland) |

- Dawit Katscharawa absolvierte sein 100. Test Match für Georgien.

| 10. Juni 2017 16:00 EDT | Vereinigte Staaten                                                                     | 19 : 55         | Irland | Red Bull Arena, Harrison Zuschauer: 22.370 Schiedsrichter: Luke Pearce (England) |
| 10. Juni 2017 16:00 EDT | Versuche: Civetta 19. erh. Quill 45. erh. Matyas 54. n.erh. Erhöhungen: MacGinty (2/3) | (10:29) Bericht | Versuche: Earls (2) 2. n.erh., 18. n.erh. Stockdale 14. erh. N. Scannell 30. n.erh. Marmion 34. erh. Conan 43. erh. Ryan 61. n.erh. McGrath 67. erh. Zebo 74. erh. Erhöhungen: Ringrose (1/1) Carbery (2/6) R. Scannell (2/2) | Red Bull Arena, Harrison Zuschauer: 22.370 Schiedsrichter: Luke Pearce (England) |

| 10. Juni 2017 16:15 ART | Argentinien | 34 : 38         | England | Estadio del Bicentenario, San Juan Zuschauer: 23.000 Schiedsrichter: Nigel Owens (Wales) |
| 10. Juni 2017 16:15 ART | Versuche: Boffelli 7. erh. Lavanini 36. erh. de la Fuente 50. erh. Tuculet 52. erh. Erhöhungen: Sánchez (4/4) Straftritte: Sánchez (1/3) 40. Dropgoals: Hernández (1/1) 76. | (17:13) Bericht | Versuche: Yarde 30. erh. May 46. erh. Ford 64. n.erh. Solomona 78. erh. Erhöhungen: Ford (3/4) Straftritte: Ford (4/4) 16., 26., 42., 62. | Estadio del Bicentenario, San Juan Zuschauer: 23.000 Schiedsrichter: Nigel Owens (Wales) |

| 10. Juni 2017 17:00 SAST | Südafrika | 37 : 14         | Frankreich                                                           | Loftus Versfeld Stadium, Pretoria Zuschauer: 29.313 Schiedsrichter: Glen Jackson (Neuseeland) |
| 10. Juni 2017 17:00 SAST | Versuche: Kriel 30. erh. Strafversuch 59. Cronjé 60. erh. Serfontein 67. erh. Erhöhungen: Jantjies (3/3) Straftritte: Jantjies (3/3) 10., 14., 39. | (16:10) Bericht | Versuche: Chavancy 34. erh. Serin 54. erh. Erhöhungen: Plisson (2/2) | Loftus Versfeld Stadium, Pretoria Zuschauer: 29.313 Schiedsrichter: Glen Jackson (Neuseeland) |

| 10. Juni 2017 20:00 SGT | Italien                                                                        | 13 : 34        | Schottland | National Stadium, Singapur Zuschauer: 8.734 Schiedsrichter: Paul Williams (Neuseeland) |
| 10. Juni 2017 20:00 SGT | Versuche: Campagnaro 65 n.erh. Esposito 80. n.erh. Straftritte: Allan (1/1) 9. | (3:15) Bericht | Versuche: Price 36. n.erh. Visser 39. erh. Ford (2) 42. erh., 48. n.erh. Hoyland 74. erh. Erhöhungen: Taylor (1/1) Russell (1/3) Horne (1/1) Straftritte: Russell (1/1) 5. | National Stadium, Singapur Zuschauer: 8.734 Schiedsrichter: Paul Williams (Neuseeland) |

### Woche 3
| 16. Juni 2017 17:30 NZST | Tonga                               | 6 : 24        | Wales                                                                                      | Eden Park, Auckland Zuschauer: 26.129 Schiedsrichter: Nick Briant (Neuseeland) |
| 16. Juni 2017 17:30 NZST | Straftritte: Takulua (2/4) 22., 43. | (3:8) Bericht | Versuche: Cuthbert 18. n.erh. Strafversuch 79. Straftritte: Davies (4/6) 2., 51., 67., 77. | Eden Park, Auckland Zuschauer: 26.129 Schiedsrichter: Nick Briant (Neuseeland) |

| 16. Juni 2017 20:00 NZST | Neuseeland | 78 : 0         | Samoa | Eden Park, Auckland Zuschauer: 26.129 Schiedsrichter: Mathieu Raynal (Frankreich) |
| 16. Juni 2017 20:00 NZST | Versuche: Lienert-Brown 11. erh. B. Barrett (2) 29. erh., 58. erh. A. Savea (2) 33. erh., 75. erh. Williams 39. erh. Dagg 41. erh. J. Savea 51. n.erh. Taylor 55. erh. Fifita 61. erh. Perenara 71. n.erh. Cane 78. n.erh. Erhöhungen: B. Barrett (7/8) Sopoaga (2/4) | (28:0) Bericht |       | Eden Park, Auckland Zuschauer: 26.129 Schiedsrichter: Mathieu Raynal (Frankreich) |

| 17. Juni 2017 14:00 JST | Japan | 22 : 50        | Irland | Shizuoka-Ecopa-Stadion, Fukuroi Zuschauer: 27.381 Schiedsrichter: Marius van der Westhuizen (Südafrika) |
| 17. Juni 2017 14:00 JST | Versuche: Noguchi 59. erh. Fukuoka 76. n.erh. Nagare 78. n.erh. Erhöhungen: Matsuda (2/3) Straftritte: Tamura (1/1) 14. | (3:31) Bericht | Versuche: Earls (2) 11. erh., 70. n.erh. Leavy (2) 24. erh., 28. erh. Conan (2) 30. erh., 45. erh. Ringrose 65. erh. Erhöhungen: Jackson (5/5) R. Scannell (1/2) Straftritte: Jackson (1/1) 6. | Shizuoka-Ecopa-Stadion, Fukuroi Zuschauer: 27.381 Schiedsrichter: Marius van der Westhuizen (Südafrika) |

| 17. Juni 2017 14:40 FJT | Fidschi | 22 : 19        | Italien                                                                                      | National Stadium, Suva Zuschauer: 10.000 Schiedsrichter: Paul Williams (Neuseeland) |
| 17. Juni 2017 14:40 FJT | Versuche: Vasiteri 3. erh. Vatubua 16. erh. Goneva 44. n.erh. Erhöhungen: Volavola (2/3) Dropgoals: Volavola (1/1) 80. | (14:9) Bericht | Versuche: Mbanda 56. erh. Erhöhungen: Allan (1/1) Straftritte: Allan (4/4) 6., 14., 27., 76. | National Stadium, Suva Zuschauer: 10.000 Schiedsrichter: Paul Williams (Neuseeland) |

| 17. Juni 2017 15:00 MDT | Kanada                                   | 9 : 25        | Rumänien | Ellerslie Rugby Park, Edmonton Schiedsrichter: Shūhei Kubo (Japan) |
| 17. Juni 2017 15:00 MDT | Straftritte: McRorie (3/4) 11., 24., 47. | (6:7) Bericht | Versuche: Lucaci 17. erh. Tangimana (2) 41. erh., 62. n.erh. Erhöhungen: Vlaicu (2/3) Straftritte: Vlaicu (2/3) 53., 73. | Ellerslie Rugby Park, Edmonton Schiedsrichter: Shūhei Kubo (Japan) |

- Aaron Carpenter absolvierte sein 76. Test Match und übertraf damit den kanadischen Rekord von Al Charron.

| 17. Juni 2017 15:00 AEST | Australien                                                                      | 19 : 24         | Schottland | Allianz Stadium, Sydney Zuschauer: 30.721 Schiedsrichter: Wayne Barnes (England) |
| 17. Juni 2017 15:00 AEST | Versuche: Folau (2) 19. erh., 39. n.erh. Genia 56. erh. Erhöhungen: Foley (2/3) | (12:17) Bericht | Versuche: Taylor 14. erh. Russell 26. erh. Watson 61. erh. Erhöhungen: Russell (3/3) Straftritte: Tonks (1/1) 2. | Allianz Stadium, Sydney Zuschauer: 30.721 Schiedsrichter: Wayne Barnes (England) |

| 17. Juni 2017 16:15 ART | Argentinien | 25 : 35         | England | Estadio B. G. Estanislao López, Santa Fe Zuschauer: 29.750 Schiedsrichter: John Lacey (Irland) |
| 17. Juni 2017 16:15 ART | Versuche: Tuculet 7. erh. Matera 51. n.erh. Boffelli 58. erh. Erhöhungen: Sánchez (2/3) Straftritte: Sánchez (2/4) 14., 18. | (13:18) Bericht | Versuche: Ewels 4. erh. Francis 30. n.erh. Care 55. erh. Collier 64. erh. Erhöhungen: Ford (3/4) Straftritte: Ford (2/2) 10., 28. Dropgoals: Ford (1/1) 73. | Estadio B. G. Estanislao López, Santa Fe Zuschauer: 29.750 Schiedsrichter: John Lacey (Irland) |

| 17. Juni 2017 17:00 SAST | Südafrika | 37 : 15        | Frankreich                                                                                            | Kings Park Stadium, Durban Zuschauer: 41.000 Schiedsrichter: O’Keeffe (Neuseeland) |
| 17. Juni 2017 17:00 SAST | Versuche: Serfontein 20. erh. Kolisi 27. erh. Oosthuizen 68. erh. Jantjies 79. erh. Erhöhungen: Jantjies (4/4) Straftritte: Jantjies (3/4) 6., 31., 39. | (23:7) Bericht | Versuche: Spedding 3. erh. Penaud 70. n.erh. Erhöhungen: Serin (1/1) Straftritte: Trinh-Duc (1/2) 64. | Kings Park Stadium, Durban Zuschauer: 41.000 Schiedsrichter: O’Keeffe (Neuseeland) |

| 17. Juni 2017 19:00 EDT | Vereinigte Staaten                                                                                       | 17 : 21        | Georgien                                                                                          | Fifth Third Bank Stadium, Kennesaw Schiedsrichter: Federico Anselmi (Argentinien) |
| 17. Juni 2017 19:00 EDT | Versuche: Augspurger 57. erh. Jensen 72. erh. Erhöhungen: MacGinty (2/2) Straftritte: MacGinty (1/1) 16. | (3:18) Bericht | Versuche: Kwirikaschwili 9. erh. Strafversuch 40. Straftritte: Kwirikaschwili (3/5) 23., 28., 43. | Fifth Third Bank Stadium, Kennesaw Schiedsrichter: Federico Anselmi (Argentinien) |

| 17. Juni 2017 19:35 NZST | Māori All Blacks                                                                     | 10 : 32         | British and Irish Lions | Rotorua International Stadium, Rotorua Zuschauer: 28.177 Schiedsrichter: Jaco Peyper (Südafrika) |
| 17. Juni 2017 19:35 NZST | Versuche: Messam 12. erh. Erhöhungen: McKenzie (1/1) Straftritte: McKenzie (1/2) 22. | (10:12) Bericht | Versuche: Strafversuch 51. Itoje 54. erh. Erhöhungen: Halfpenny (1/1) Straftritte: Halfpenny (6/6) 5., 10., 20., 33., 44., 70. | Rotorua International Stadium, Rotorua Zuschauer: 28.177 Schiedsrichter: Jaco Peyper (Südafrika) |

### Woche 4
| 23. Juni 2017 19:30 WST | Samoa                                                                                       | 17 : 19        | Wales                                                                              | Apia Park, Apia Schiedsrichter: Marius van der Westhuizen (Südafrika) |
| 23. Juni 2017 19:30 WST | Versuche: Leiua 3. erh. Leiataua 52. erh. Erhöhungen: Pisi (2/2) Straftritte: Pisi (1/2) 9. | (10:9) Bericht | Versuche: Evans (2) 41. n.erh., 73. n.erh. Straftritte: Davies (3/4) 12., 19., 37. | Apia Park, Apia Schiedsrichter: Marius van der Westhuizen (Südafrika) |

| 24. Juni 2017 14:30 FJT | Fidschi | 27 : 22        | Schottland | National Stadium, Suva Schiedsrichter: Pascal Gaüzère (Frankreich) |
| 24. Juni 2017 14:30 FJT | Versuche: Yato 37. n.erh. Seniloli 62. erh. Erhöhungen: Volavola (1/2) Straftritte: Volavola (5/6) 25., 36., 46., 56., 68. | (11:7) Bericht | Versuche: Ford 30. erh. Jackson 53. erh. Fraser Brown 75. n.erh. Erhöhungen: Jackson (2/3) Straftritte: Jackson (1/1) 61. | National Stadium, Suva Schiedsrichter: Pascal Gaüzère (Frankreich) |

| 24. Juni 2017 14:40 JST | Japan                                                                          | 13 : 35        | Irland | Ajinomoto-Stadion, Chōfu Zuschauer: 29.354 Schiedsrichter: JP Doyle (England) |
| 24. Juni 2017 14:40 JST | Versuche: Matsushima 23. n.erh. Yamada 61. n.erh. Straftritte: Ogura (1/1) 14. | (8:28) Bericht | Versuche: Ringrose 2. erh. van der Flier 10. erh. Marmion 16. erh. Ruddock 30. erh. Reidy 77. erh. Erhöhungen: Jackson (5/5) | Ajinomoto-Stadion, Chōfu Zuschauer: 29.354 Schiedsrichter: JP Doyle (England) |

| 24. Juni 2017 15:00 AEST | Australien | 40 : 27         | Italien | Suncorp Stadium, Brisbane Zuschauer: 21.949 Schiedsrichter: Matthew Carley (England) |
| 24. Juni 2017 15:00 AEST | Versuche: Naivalu (2) 13. erh., 43. erh. Folau (2) 16. erh., 29. erh. Foley 76. erh. Hodge 79. n.erh. Erhöhungen: Foley (5/6) 14., 18., 31., 44., 78. | (21:13) Bericht | Versuche: Campagnaro 34. erh. Padovani 63. erh. Benvenuti 67. erh. Erhöhungen: Allan (3/3) Straftritte: Allan (2/2) 1., 27. | Suncorp Stadium, Brisbane Zuschauer: 21.949 Schiedsrichter: Matthew Carley (England) |

| 24. Juni 2017 16:15 ART | Argentinien | 45 : 29        | Georgien | Estadio 23 de Agosto, San Salvador de Jujuy Schiedsrichter: Luke Pearce (England) |
| 24. Juni 2017 16:15 ART | Versuche: Creevy 32. erh. Tuculet 36. erh. Moyano (3) 42. erh., 52. erh., 55. n.erh. Erhöhungen: Sánchez (4/5) Straftritte: Sánchez (4/5) 3., 15., 23., 26. | (26:8) Bericht | Versuche: Katscharawa 38. n.erh. Strafversuch 50. Matiaschwili 67. erh. Mamukaschwili 78. erh. Erhöhungen: Matiaschwili (2/2) Straftritte: Kwirikaschwili (1/1) 19. | Estadio 23 de Agosto, San Salvador de Jujuy Schiedsrichter: Luke Pearce (England) |

| 24. Juni 2017 17:00 SAST | Südafrika | 35 : 12        | Frankreich                                    | Ellis Park Stadium, Johannesburg Zuschauer: 55.820 Schiedsrichter: Angus Gardner (Australien) |
| 24. Juni 2017 17:00 SAST | Versuche: Kriel 6. erh. Etzebeth 41. n.erh. Marx 61. erh. Paige 74. erh. Erhöhungen: Jantjies (3/4) Straftritte: Jantjies (3/4) 5., 22., 39. | (16:9) Bericht | Straftritte: Plisson (4/5) 11., 15., 40., 57. | Ellis Park Stadium, Johannesburg Zuschauer: 55.820 Schiedsrichter: Angus Gardner (Australien) |

| 24. Juni 2017 19:00 OESZ | Rumänien | 56 : 5         | Brasilien                   | Stadionul Arcul de Triumf, Bukarest Schiedsrichter: Schota Tewsadse (Georgien) |
| 24. Juni 2017 19:00 OESZ | Versuche: Gorcioaia (3) 4. erh., 10. erh., 57. erh. Rădoi (3) 16. erh., 30. erh., 69. erh. Macovei 23. erh. Popârlan 78. erh. Erhöhungen: Samoa (7/7) Straftritte: Vlaicu (1/1) 79. | (35:0) Bericht | Versuche: Arruda 45. n.erh. | Stadionul Arcul de Triumf, Bukarest Schiedsrichter: Schota Tewsadse (Georgien) |

- Es handelte sich um die erste Begegnung überhaupt zwischen diesen beiden Mannschaften.

| 24. Juni 2017 19:35 NZST | Neuseeland | 30 : 15        | British and Irish Lions                                                                             | Eden Park, Auckland Zuschauer: 48.181 Schiedsrichter: Jaco Peyper (Südafrika) |
| 24. Juni 2017 19:35 NZST | Versuche: Taylor 17. erh. Ioane (2) 54. erh., 69. erh. Erhöhungen: B. Barrett (3/3) Straftritte: B. Barrett (3/3) 13., 33., 60. | (13:8) Bericht | Versuche: O’Brien 35. n.erh. Webb 80. erh. Erhöhungen: Farrell (1/2) Straftritte: Farrell (1/1) 30. | Eden Park, Auckland Zuschauer: 48.181 Schiedsrichter: Jaco Peyper (Südafrika) |

### Woche 5
| 1. Juli 2017 19:35 NZST | Neuseeland                                                       | 21 : 24       | British and Irish Lions                                                                                              | Westpac Stadium, Wellington Zuschauer: 38.931 Schiedsrichter: Jérôme Garcès (Frankreich) |
| 1. Juli 2017 19:35 NZST | Straftritte: B. Barrett (7/10) 19., 31., 36., 47., 53., 57., 66. | (9:9) Bericht | Versuche: Faletau 59. n.erh. Murray 68. erh. Erhöhungen: Farrell (1/2) Straftritte: Farrell (4/4) 22., 33., 40., 77. | Westpac Stadium, Wellington Zuschauer: 38.931 Schiedsrichter: Jérôme Garcès (Frankreich) |

- Die Lions bezwangen die All Blacks zum ersten Mal seit der Tour 1993.
- Sie beendeten auch die Serie von 47 aufeinanderfolgenden Heimsiegen der All Blacks.

### Woche 6
| 8. Juli 2017 19:35 NZST | Neuseeland | 15 : 15        | British and Irish Lions                                     | Eden Park, Auckland Zuschauer: 48.609 Schiedsrichter: Romain Poite (Frankreich) |
| 8. Juli 2017 19:35 NZST | Versuche: Laumape 14. erh. J. Barrett 35. n.erh. Erhöhungen: B. Barrett (1/2) Straftritte: B. Barrett (1/2) 67. | (12:6) Bericht | Erhöhungen: Farrell (4/4) 20., 32., 59., 77. Daly (1/1) 41. | Eden Park, Auckland Zuschauer: 48.609 Schiedsrichter: Romain Poite (Frankreich) |

- Kieran Read absolvierte als siebter Neuseeländer 100 Test Matches für die All Blacks.
- Dies war das erste Remis zwischen den All Blacks und den Lions seit der Tour 1971.
- Erstmals überhaupt gelang es den Lions, eine dreiteilige Tour unentschieden zu beenden (je ein Sieg, eine Niederlage und ein Remis).